# Charlotte Kalla
Marina Charlotte Kalla (født 22. juli 1987 Tärendö, Pajala, Norrbotten) er en svensk langrendsløber der har vundet tre OL-guld og to VM-guld. Hun er den første svenske kvinde, i langrendssporten, der har vundet både OL- og VM-guld. Kalla fik tildelt Jerringprisen i 2008, da hun som den første svensker vandt nytårs etapeskiløbet; Tour de Ski. Desuden har hun vundet det svenske langrends-mesterskab 32 gange fordelt på forskellige discipliner i perioden 2007-2017.
Charlotte Kallas lærte at stå på ski som syv-årig, og har desuden spillet basketball som ung. Hun bor i dag i Sundsvall og træner i klubben Piteå Elit.
Hendes fødeby Tärendö har rejst en statue af hende.

## Meritter

### Olympiske Lege
| Begivenhed       | Sprint      | Holdsprint  | 10 km | Skiathlon | 30 km     | 4 × 5 km Stafet |
| ---------------- | ----------- | ----------- | ----- | --------- | --------- | --------------- |
| 2010 Vancouver   | Deltog ikke | Sølv        | Guld  | 8. plads  | 6. plads  | 5. plads        |
| 2014 Sotji       | Deltog ikke | Deltog ikke | Sølv  | Sølv      | 34. plads | Guld            |
| 2018 Pyeongchang | Deltog ikke | Sølv        | Sølv  | Guld      | 5. plads  | Sølv            |

### VM
| År   | Sted                   | 10 km | 15 km skiathlon | 30 km  | Sprint | 4 × 5 km stafet | Holdsprint |
| ---- | ---------------------- | ----- | --------------- | ------ | ------ | --------------- | ---------- |
| 2007 | Japan, Sapporo         | 5.    | 7.              | –      | –      | 4.              | –          |
| 2009 | Tjekkiet, Liberec      | –     | 8.              | 18.    | 6.     | Bronze          | –          |
| 2011 | Norge, Oslo            | 11.   | 4.              | 4.     | 8.     | Sølv            | Guld       |
| 2013 | Italien, Val di Fiemme | 7.    | 6.              | 11.    | 11.    | Sølv            | Sølv       |
| 2015 | Sverige, Falun         | Guld  | Bronze          | Bronze | –      | Sølv            | –          |
| 2017 | Finland, Lahti         | Sølv  | Bronze          | 7.     | –      | Sølv            | –          |

### World Cup sejre, individuelt
| Dato          | Land    | Sted          | Disciplin                         |
| ------------- | ------- | ------------- | --------------------------------- |
| 6. jan. 2008  | Italien | Val di Fiemme | Tour de Ski 2007/2008             |
| 22. nov. 2008 | Sverige | Gällivare     | 10 km fristil                     |
| 5. feb. 2010  | Canada  | Canmore       | 10 km fristil                     |
| 15. feb. 2015 | Sverige | Östersund     | 10 km fristil                     |
| 26. nov. 2017 | Finland | Ruka          | Minitour, jagtstart 10 km fristil |
| 3. dec. 2017  | Norge   | Lillehammer   | Skiathlon                         |
| 16. dec. 2017 | Italien | Toblach       | 10 km fristil                     |

### World Cup sejre, stafet og teamsprint
| Dato          | Land     | Sted        | Disciplin  |
| ------------- | -------- | ----------- | ---------- |
| 4. feb. 2007  | Schweiz  | Davos       | 4 × 5 km   |
| 28. okt. 2007 | Tyskland | Düsseldorf  | Holdsprint |
| 22. nov. 2009 | Norge    | Beitostølen | 4 × 5 km   |